# Gwai wik
Gwai wik es una película de terror tailandesa estrenada en 2006, dirigida por Danny Pang Fat y Oxide Pang Chun, y protagonizada por Angelica Lee. Fue la película que clausuró el Un certain regard del Festival de cine de Cannes en 2006. También supuso el reencuentro de los hermanos Pang y la actriz Lee, protagonista también de El Ojo, de 2002. Esta película es una coproducción entre Hong Kong y Tailandia.

## Trama
Ting-yin, una joven novelista, se esfuerza por concebir la continuación de su famosa trilogía de novelas románticas. Ni siquiera ha empezado todavía a escribir el libro cuando su agente anuncia que su próximo título será El reciclaje, con el que experimentará el género de horror literario. Al acabar de escribir el primer capítulo, Ting-yin deja de escribir y borra el archivo de su ordenador. Entonces comienza a ver cosas extrañas e inexplicables, y se da cuenta de que los acontecimientos que está experimentando son los descritos en su proyecto de novela.

## Reparto
- Angélica Lee como Xun Ting-yin/Chu.
- Lawrence Chou como Abby.
- Lau Siu-Ming
- Rain Li
- Jetrin Wattanasin
- Cheang Pou-soi

## Controversia
En una parte de la película Ting-yin se encuentra en un universo paralelo donde terminan las cosas abandonadas, incluyendo los abortos de fetos lo que, junto con la representación de demonios personales del personaje principal con respecto a su propio aborto, lleva a algunos críticos a creer que la película tiene un enfoque antiaborto. Sin embargo, Oxide Pang dijo en una entrevista que ese era solo uno de los temas tratados en la película y que su intención no era posicionarse a favor o en contra del aborto.